# Brit Awards 2019
Les Brit Awards 2019 ont lieu le 20 février 2019 à l'O2 Arena à Londres. Il s'agit de la 39e cérémonie des Brit Awards, présentée par Jack Whitehall diffusée en direct à la télévision sur la chaîne ITV.
L'architecte britannique David Adjaye réalise le design des trophées remis aux gagnants ,.

## Interprétations sur scène
Plusieurs chansons sont interprétées lors de la cérémonie :
- Hugh Jackman : The Greatest Show
- George Ezra et Hot 8 Brass Band : Shotgun
- Little Mix et Ms Banks: Woman Like Me
- Jorja Smith : Don't Watch Me Cry
- Calvin Harris, Rag'n'Bone Man, Sam Smith et Dua Lipa : Giant / Promises / One Kiss
- Jess Glynne et H.E.R. : Thursday
- The 1975 : Sincerity Is Scary
- Pink et Dan Smith : Walk Me Home / Just Like Fire / Just Give Me a Reason / Try / What About Us

## Palmarès
Les lauréats apparaissent en caractères gras,

### Meilleur album britannique
- A Brief Inquiry Into Online Relationships de The 1975
  - Speak Your Mind d'Anne-Marie
  - Staying at Tamara's de George Ezra
  - High as Hope de Florence and the Machine
  - Lost & Found de Jorja Smith

### Meilleur single britannique
- One Kiss de Calvin Harris et Dua Lipa
  - 2002 d'Anne-Marie
  - Solo de Clean Bandit feat. Demi Lovato
  - Shotgun de George Ezra
  - I'll Be There de Jess Glynne
  - IDGAF de Dua Lipa
  - Barking de Ramz (en)
  - These Days (en) de Rudimental feat. Jess Glynne, Macklemore and Dan Caplen (en)
  - Lullaby de Sigala et Paloma Faith
  - Leave a Light On de Tom Walker

### Meilleur artiste solo masculin britannique
- George Ezra
  - Aphex Twin
  - Craig David
  - Giggs
  - Sam Smith

### Meilleure artiste solo féminine britannique
- Jorja Smith
  - Lily Allen
  - Anne-Marie
  - Florence and the Machine
  - Jess Glynne

### Meilleur groupe britannique
- The 1975
  - Arctic Monkeys
  - Gorillaz
  - Little Mix
  - Years and Years

### Révélation britannique
- Tom Walker
  - Idles
  - Mabel
  - Ella Mai
  - Jorja Smith

### Meilleure vidéo britannique
- Woman Like Me de Little Mix feat. Nicki Minaj
  - 2002 d'Anne-Marie
  - Rise de Jonas Blue feat. Jack & Jack
  - Solo de Clean Bandit feat. Demi Lovato
  - One Kiss de Calvin Harris feat. Dua Lipa
  - Breathe de Jax Jones feat. Ina Wroldsen
  - IDGAF de Dua Lipa
  - Let You Love Me de Rita Ora
  - For You de Liam Payne et Rita Ora
  - These Days (en) de Rudimental feat. Jess Glynne, Macklemore and Dan Caplen (en)

- Note : Le vainqueur est désigné par un vote des téléspectateurs via internet.

### Meilleur producteur britannique
- Calvin Harris

### Choix des critiques
- Sam Fender
  - Lewis Capaldi
  - Mahalia

### Meilleur artiste solo masculin international
- Drake
  - Eminem
  - Shawn Mendes
  - Travis Scott
  - Kamasi Washington

### Meilleure artiste solo féminine internationale
- Ariana Grande
  - Cardi B
  - Camila Cabello
  - Christine and the Queens
  - Janelle Monáe

### Meilleure groupe international
- The Carters (Beyoncé et Jay-Z)
  - Brockhampton
  - Chic
  - First Aid Kit
  - Twenty One Pilots

### Meilleur succès global
- Ed Sheeran

### Contribution exceptionnelle à la musique
- Pink

## Artistes à nominations multiples
- 4 nominations :
  - Anne-Marie
  - Jess Glynne
  - Dua Lipa

- 3 nominations :
  - George Ezra
  - Jorja Smith

- 2 nominations :
  - The 1975
  - Dan Caplen
  - Clean Bandit
  - Florence and the Machine
  - Calvin Harris
  - Little Mix
  - Demi Lovato
  - Macklemore
  - Rita Ora
  - Rudimental
  - Tom Walker

## Artistes à récompenses multiples
- 2 récompenses :
  - The 1975
  - Calvin Harris